# Francisco Ignacio Madero
Francisco Ignacio Madero (gyakran rövidítve: Francisco I. Madero; Parras de la Fuente, 1873. október 30. – Mexikóváros, 1913. február 22.) mexikói politikus, a mexikói forradalom kirobbantója, majd Mexikó elnöke 1911 végétől 1913 elejéig.
A gazdag földbirtokos-családból származó Madero Mexikóban, az Amerikai Egyesült Államokban és Franciaországban is tanult, majd hazatérve birtokainak igazgatásával és fejlesztésével foglalkozott. 1904-től kezdve kapcsolódott be a politikai életbe, elnöke lett egy demokratikus klubnak, amely az állam kormányzóságát kívánta megszerezni, és megjelent több írása is, amelyek közül az 1908-ban megjelent La sucesión presidencial en 1910 („Az elnökség öröklése 1910-ben”) című könyvvel érte el a legnagyobb sikert, mivel Porfirio Díaz újraválasztásának kérdése egyre nagyobb tömegeket foglalkoztatott. Madero az elnök újraválaszthatósága ellen foglalt állást.
Az 1910-es országos elnökválasztáson a nemrég megalakult antireelekcionista (újraválaszthatóságot ellenző) párt jelöltjévé választották, ám a hatóságok nyáron letartóztatták, és San Luis Potosí börtönébe zárták. A választást ismét Díaz nyerte. Madero megszökött a börtönből, és San Antonióba menekült, ahol októberben kiadta a San Luis-tervet, amivel fegyveres felkelésre szólított fel a Díaz-kormány ellen.
Novemberben meg is kezdődött a fegyveres felkelés, igaz, csak lassacskán bontakozott ki, a felkelők pedig sok vereséget szenvedtek. Madero 1911 februárjában tudott visszatérni Mexikóba, jelentősen növelve híveinek lelkesedését. Májusban a forradalmárok elfoglalták Ciudad Juárezt, ez pedig lemondásra kényszerítette Díaz elnököt. Az őszi választáson Maderót elsöprő többséggel választották elnökké, ám kormányzása sokakban csalódást keltett: a parasztok tömegei által legfontosabbnak tartott földkérdést egyáltalán nem tudta megoldani. Fellázadtak ellene korábbi forradalmárok csoportjai és a régi rendszer hívei is, de felkeléseiket a kormányerők rendre leverték. 1913 februárjában azonban újabb lázadás tört ki: a tragikus tíz napnak nevezett eseménysorozat végén Maderót és alelnökét, José María Pino Suárezt letartóztatták, lemondásra kényszerítették, néhány nap múlva pedig meggyilkolták.

## Fiatal évei
1873-ban született a Coahuila államban található Parras de la Fuentéhez tartozó El Rosario haciendán gazdag, mezőgazdaságból élő családban. Szüleinek, az akkor 24 éves Francisco Maderónak és a 19 éves Mercedes Gonzáleznek ő volt az első gyermeke. Keresztapja Evaristo Madero, apai nagyapja volt, a gazdag vállalkozó, aki 1880-tól 1883-ig az állam kormányzójaként is tevékenykedett. A gyakran csak Francisco I. Maderónak írt név „I” betűjének jelentéséről a köztudatban három elterjedt nézet létezik: Inocencio, Indalecio és Ignacio. Halotti bizonyítványában az Inocencio név szerepel, de a 20. század során a hivatalos történetírás az Indaleciót terjesztette el, ezért még a 21. században is legtöbben ebben hisznek, ám több dokumentum, köztük a szülővárosában található Santa María de Parras-templom archívuma és a coahuilai állami levéltárban megtalálható születési bizonylat másolata is bizonyítja, hogy a név valójában Ignacio.

### Tanulmányai
A beteges és lassan növő gyermeket házitanítók és -tanítónők gondjára bízták, közülük emlékirataiban Albina Maynes és „Chonita” Cervantes nevét említi meg, valamint zenetanárát, Manuel Cervantest. 1885-ben iratkozott be a jezsuiták saltillói Colegio de San Juan nevű iskolájába, ahol azt a gondolatot kezdte dédelgetni, hogy belép a Jézus Társaságába. A következő évben viszont elhagyta az intézetet, mert öccsével, Gustavóval együtt a Baltimore melletti Saint Mary’s College-ba küldték, ahol apjának három öccse, Ernesto, Manuel és José is tanult. Gyenge angol nyelvismerete miatt azonban kevés ismeretet tudott megszerezni új iskolájában, kalandokban viszont annál inkább bővelkedett amerikai tartózkodása: emlékirataiban beszámol lovasszánokon tett kirándulásokról és társai ökölvívó-összecsapásairól is, amelyekben néha ő maga is részt vett.
1887-ben öccsével együtt Franciaországban, a versailles-i líceumban folytatták tanulmányaikat, majd egy párizsi kereskedelmi iskolába iratkozott be, ahol megismerte többek között a gazdaságpolitika, a gazdaságföldrajz és az alkalmazott matematika alapjait is, de párizsi tartózkodása alatt kapcsolatba került a legújabb eszmei irányzatokkal is. Megismert több, ott letelepedett mexikói családot, barátságba került Ignacio Manuel Altamiranóval, Mexikó franciaországi nagykövetével, és kapcsolatot tartott fenn több hazájából származó diákkal, köztük például Juan Sánchez Azconával, akivel szívesen vitatta meg országuk helyzetét.
1892-ben fejezte be európai tanulmányait, de még mielőtt visszatért volna Mexikóba, apja beleegyezésével bejárta a földrész több nagyvárosát: járt Brüsszelben, Antwerpenben, Hágában, Amszterdamban és Kölnben is. Szülőföldjére nyáron érkezett vissza, majd rövid parrasi pihenés után öccsével a berkeleyi Kaliforniai Egyetemen kezdte meg mezőgazdasági tanulmányait és angol nyelvtudásának fejlesztését. Itt ismerte meg San Franciscóban tanuló húgainak köszönhetően Sara Pérez Romerót is, akit egy évtized múlva feleségül vett. (Gyermekeik soha nem születtek.) Körülbelül nyolc hónap tanulás után, 1893 őszén tért haza, és a Coahuila államban található San Pedro de las Colonias városában telepedett le, hogy apja La Laguna-beli birtokainak ügyeit intézze. Minden erejét a mezőgazdasági munkáknak szentelte, földjeiken bevezette az egyetemen tanult modern technológiákat, 1900-ban pedig kiadott egy írást, amiben egy víztározó építését sürgette a szárazság ellen. Ezért a művéért magától Porfirio Díaz elnöktől kapott elismerő levelet.

### Politikai pályájának kezdete
Madero vonzalmat érzett a filozófia és a spiritizmus iránt is, ő volt az első mexikói, aki a Bhagavad-gíta mellé írt megjegyzéseket, de lelkes magyarázója volt Allan Kardec A Szellemek könyve című művének is. 1906-ban a San Pedró-i Centro de Estudios Psicológicos küldöttjeként részt vett az első Nemzeti Spiritista Kongresszuson is. Miközben modernizálta a gazdaságot, figyelmet fordított alkalmazottainak helyzetére is: higiénikus lakóépületeket építtetett nekik, és homeopátiás módszereket alkalmazva részt vett a peónok gyógyításában is. Számos fiatal tanulmányait segítette, az ország különböző pontjain található iskolákba küldte őket. Saját pénzéből még egy kereskedelmi iskolát is alapított San Pedróban.
A helyi politikai életben 1904-től vett részt. Elnöke lett egy demokratikus klubnak, amelynek célja az állam kormányzásának megszerzése volt. Kiadták az El Demócrata című lapot, ebben megjelentek Madero emberi jogokról és szabadságról szóló írásai is. Ebben az időben már megmutatkoztak kiváló szónoki képességei, és nagy munkát végzett annak érdekében is, hogy minél több embert saját ügyei mellé állítson. 1908-ban kiadta La sucesión presidencial en 1910 („Az elnökség öröklése 1910-ben”) című könyvét, amivel nagy sikert ért el, mivel ekkor már nagy tömegeket foglalkoztatott Porfirio Díaz újraválasztásának vagy újra nem választásának kérdése. Madero is az antireelekcionisták, azaz az elnök újraválaszthatóságának ellenzői közé állt, bár nem volt kifejezetten ellenséges Díazszal szemben.

### Elnökjelöltsége

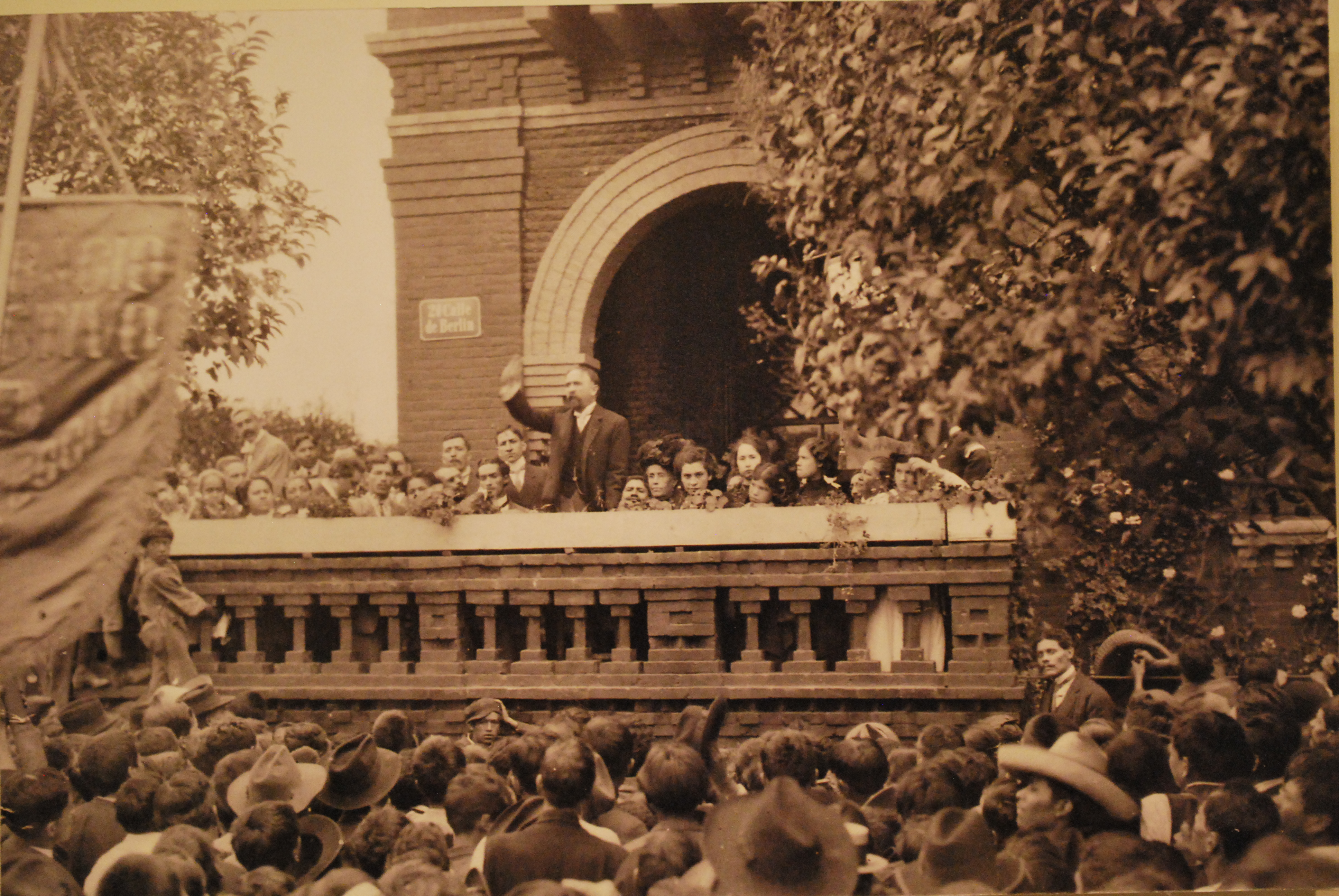
Madero egy kampánygyűlésen 1910-ben

Az antireelekcionisták küldöttei 1910 április elejétől kezdve érkeztek Mexikóvárosba, hogy megtartsák elnökjelölő kongresszusukat. Az elnökjelöltségre a legnagyobb esélyes Madero volt, míg az alelnökjelöltségért többen is versengtek. Április 13-án Teodoro Dehesa, Veracruz állam kormányzója, aki Díaz elnök híve volt, viszont ellenfele a Díaz bizalmi embereiből álló, Ramón Corral alelnökjelöltet is sorai között tudó científicos („tudósok”) nevű csoportosulásnak, felkereste Maderót, és felajánlotta neki, hogy segítene közbenjárni egy, az elnökkel történő találkozó megszervezésében. Mivel Madero sem elsősorban Díaz, hanem Corral újraválasztását ellenezte leginkább, ezért Dehesa valószínűleg azt remélte, hogy egy ilyen Madero–Díaz találkozó elősegítheti, hogy az elnök mégse Corralt, hanem őt jelölje alelnöknek. Madero kinyilvánította, hogy készen áll a találkozóra, de csak akkor, ha világosan, minden konvencionalizmus nélkül beszélhetnek majd.
A Tívoli del Eliseóban összeülő antireelekcionista kongresszus 15-én hivatalosan is elnökjelöltté választotta Maderót, alelnökjelöltté pedig Emilio Vázquez Gómezt. Megszavazták a követendő irányvonalat is: fő céljaik a korábbi alkotmány visszaállítása, a munkavállalók helyzetének javítását célzó törvényjavaslatok benyújtása, a monopóliumok, az alkoholizmus és a tiltott játékok elleni fellépés, öntözőrendszerek kiépítése, egy mezőgazdasági, ipari és kereskedelmi célokat szolgáló hitelintézet felállítása, a választójogi törvény módosítása, a községek autonómiájának megszilárdítása és a más országokkal, különösen a latin-amerikaiakkal való kapcsolatok javítása voltak.
Madero azonban nem lehetett ott a gyűlésen, ugyanis váratlanul letartóztatási parancsot adtak ki ellene egy régi perre hivatkozva, ami egy coahuilai guayuletermesztő haciendájának határvitája miatt folyt. Bár a parancs jogellenes volt, Madero elővigyázatosságból mégis elrejtőzött a González Garza testvérek anyjának a Tívoli közelében álló házában. Corral azonban 15-én titkosított üzenetet küldött Jesús de Valle coahuilai kormányzónak és leállíttatta az eljárást, így Madero előmerészkedhetett rejtekhelyéről és este fél hétkor megjelent a Dehesával korábban megbeszélt találkozó helyszínén: az elnök Cadena utca 8. alatt álló házánál. Díaz azonban nem fogadta őt, csak egy nap múlva, szombaton lett volna erre hajlandó, amire viszont Madero azt válaszolta, halasszák inkább hétfőre. Ennek ellenére mégis megjelent a szombat esti találkozón, ahova Dehesa is elkísérte, de miután bemutatta őket egymásnak, távozott. Madero anyjának két nappal később írt levelében azt írja, Díaz egy megfogyatkozott életerejű, elaggott ember benyomását keltette benne, aki úgy kezelte őt, mint egy gyereket vagy egy tudatlan földművest. Megjegyezte azt is, hogy régen bizonyára sokkal több intelligenciával rendelkezhetett, mint most, mert ha nem, akkor képtelenség lett volna megvalósítania azokat az eredményeket, amiket több évtizedes kormányzása alatt elért.

## A forradalomban

### A San Luis-terv

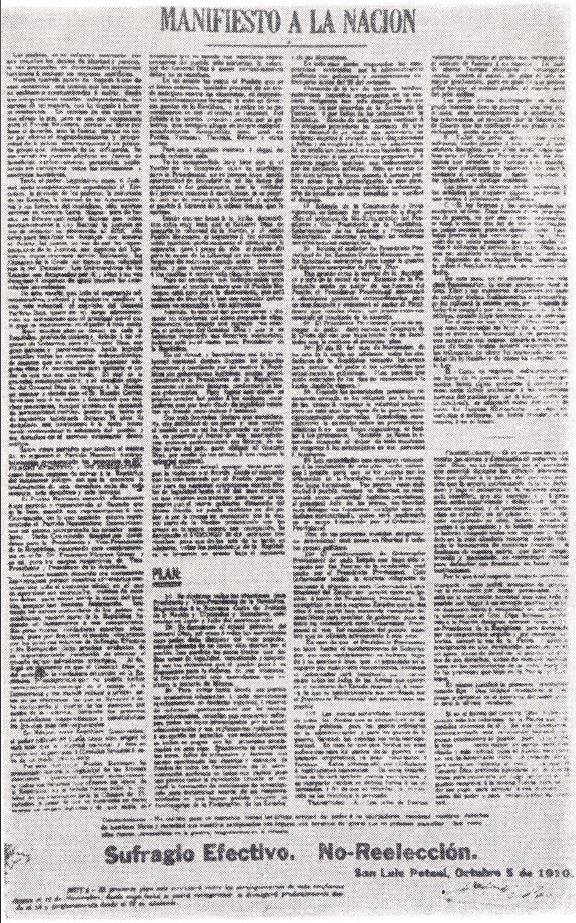
A San Luis-terv

Maderót még a választás előtt, június 7-én, amikor éppen Ciudad Victoriába tartott, lázadás előkészítésének és a hatóságok megsértésének vádjával Monterreyben Roque Estrada nevű társával együtt letartóztatták, majd 21-én San Luis Potosí börtönébe zárták. A hónap utolsó vasárnapján, 26-án tartott választás Díaz elnök győzelmével végződött.
Amíg ő börtönben volt, pártjában belharcok alakultak ki. Francisco Vázquez Gómez alelnökjelölt vezetésével egyesek egyezkedni próbáltak a kormánnyal, míg mások erre nem voltak hajlandók, amíg társaik börtönben vannak. Madero levelezésben állt a különböző érdekcsoportokkal és érveléseivel próbált rendet teremteni közöttük.
Egyre többekben merült fel egy esetleges fegyveres felkelés szervezésének ötlete. Erre legalkalmasabb időpontnak szeptember közepét találták, amikor a mexikói függetlenségi háború kitörésének századik évfordulója alkalmából országszerte nagyszabású ünnepségek kezdődtek. A szervezkedőket azonban a hatóságok állandóan figyelték, így terveik meghiúsultak. A remény az egyetlen lehetséges békés rendezési lehetőségre, jelesül az, hogy esetleg az országgyűlés érvénytelennek nyilvánította volna a Díaz győzelmével zárult szavazást, szeptember 27-én végleg eloszlott, ekkor ugyanis hivatalosan is beiktatták tisztségébe az újraválasztott elnököt.
Maderónak öccsének és párttársainak segítségével október 6-ának hajnalán sikerült megszöknie börtönéből, majd szerelőnek öltözve vonatra szállt, az Amerikai Egyesült Államokba szökött, majd San Antonióban találkozott több antireelekcionista társával, többek között a börtönből szintén megszökő Estradával, Aquiles Serdánnal, Juan Sánchez Azconával és Enrique Bordes Mangellel, de itt várta felesége és több más családtagja is.
Ekkorra a fegyveres felkelés kirobbantása már eldöntött kérdés volt, már „csak” meg kellett szervezni. Ügynököket neveztek ki, akiknek feladata volt, hogy a pártszervezetet átalakítsák lázadó csoportosulásokká, a sajtón keresztül pedig igyekeztek elnyerni az USA szimpátiáját. Madero ennek érdekében egy kiáltványt is intézett az amerikaiakhoz, amelyben kifejtette, hogy ők nem az amerikaiak segítségét kérik, mivel a mexikóiak elég erősek ahhoz, hogy saját magukat tudják kormányozni, mindössze azt a vendégszeretetüket kérik, amit a „szabad népek mindig is megadtak azoknak az embereknek, akik más országokban a szabadságukért küzdenek”.
Már börtönben töltött hetei alatt elkezdte megírni, de ez alatt az idő alatt dolgozta ki véglegesen Madero az úgynevezett San Luis-tervet, amelynek részleteiről október végétől kezdve egyeztetéseket tartott társaival Ernesto Fernández West Macon Street 520. alatt álló házában. Ez az épület nem messze állt a Hotel Hutchinstól, ahol Madero az ügyhöz csatlakozó fontos személyiségeket, köztük kormányzókat fogadta annak ellenére, hogy ő maga nem itt lakott, hanem egy, a családja tulajdonában álló Maine Avenue-i házban. A terv pontos szövegének megalkotásában részt vett még Fernández mellett Estrada, Azcona, Mangel és Federico González Garza is. A munkával október 25-én készültek el, de dátumként és helyszínként október 5-ét és San Luis Potosít írták rá, mivel ezen a napon szökött el onnan Madero. Nyomtatásával és terjesztésével Fausto Nietót bízták meg. Gustavo Madero eközben New Yorkba utazott, hogy fegyvereket és pénzt szerezzen.
A tervben felsorakoztatták érveiket a felkelés mellett, majd kijelentették, hogy nem ismerik el az elnök újraválasztását, sőt, az újraválaszthatóságát sem támogatják, a lehető legrövidebb időn belül új választásokat szeretnének, addig is pedig Maderót nevezik ki ideiglenes elnöknek. Legfontosabb része az volt, amelyben felszólította a népet, 1910. november 20-án (vasárnap) este 6-kor fogjanak fegyvert és kezdjenek harcba a kormány megdöntéséért.

### Visszatérési kísérletek Mexikóba

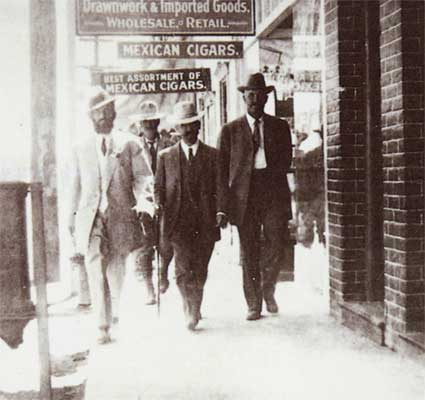
Madero (középen) és Roque González Garza (bal oldalon) San Antonióban

Madero azt szerette volna elérni, hogy november 20-ra az egész országban, de legalább az északi államokban minden készen álljon a harcokhoz. Elsőként az akkor Ciudad Porfirio Díaznak nevezett Piedras Negras határvárost tervezte bevenni, ennek érdekében pedig a San Antonióban vásárolt fegyvereket a határ texasi oldalán található Eagle Passba küldte, Catarino Benavidest pedig azzal bízta meg, hogy Coahuila államban gyűjtsön maga köré embereket. Benavides biztosította őt, hogy november 20-án 400 emberével fogja várni Maderót a határon. Rafael Aguilart is Eagle Passba irányította, hogy ott készítse elő az eseményeket, de úgy, hogy a hatóságok ne tudják meg, hogy itt akarnak átkelni a határon.
Francisco és két öccse, Julio és Raúl november 18-án indultak Mexikó irányába, míg Gustavo ugyanekkor vonattal Washington felé vette az irányt, mint a Madero által kinevezett ideiglenes kormány bizalmi embere. 19-én este Madero és az őt kísérő menet az El Indio nevű ranchóról indult útnak Eagle Passba. Útközben találkoztak Aguilarral, aki ezután a Las Islas nevű, a Río Bravo del Norte partján fekvő helyre vezette őket, ahol a megbeszéltek szerint Benavidesnek és embereinek várniuk kellett a csapatot. A menet 20-án reggel 8-ra érkezett meg a helyszínre, azonban ott nem fogadta őket senki. Füstjelekkel próbálták meg felhívni Benavidesék figyelmét, de hiába: nem észleltek mozgást a mexikói oldalon. Amíg várakoztak, néhány emberükkel élelmiszert kerestettek a környező farmokon, mivel előző este óta nem ettek semmit. Benavides végül délután fél ötkor érkezett meg, de az ígért 400 helyett mindössze tíz, ráadásul rosszul felfegyverzett és kevés lőszerrel rendelkező embert hozott magával. A terv így kudarcba fulladt: így nem mertek belekezdeni a város megtámadásába, inkább visszavonultak. Madero egy közeli ranchóban éjszakázott.
Madero ezután New Orleansbe vonult, ahol egészen december közepéig maradt. Mexikóból nyugtalanító hírek érkeztek hozzá: a lakosság legtöbb helyütt nem reagált a San Luis-terv felhívására, eleinte mindössze a déli Pueblában indult meg lassan a szervezkedés Aquiles Serdán tevékenysége nyomán, azonban Serdánt a hatóságok elfogták és megölték. A másik hely, ahol kitört a felkelés, Chihuahua állam volt, itt Pascual Orozco fogott fegyvert. Madero úgy döntött, visszatér Texasba, azonban kevés forrása volt és folyamatosan rettegett attól, hogy letartóztatják az amerikaiak, akik közül sokan országuk Díaz-kormányhoz fűződő jó viszonyát féltették a forradalmi szervezkedéstől. Járt Austinban, Dallasban és San Antonióban, ez alatt az idő alatt pedig újabb helyszíneken kezdődött meg a felkelés Mexikóban, színre lépett többek között Pancho Villa is, így Madero reményei újjászülettek. Újabb és újabb terveket dolgozott ki, hogyan léphetné át a határt és állhatna a forradalom élére, de eleinte egyikből sem valósult meg semmi. Végül úgy határozott, Chihuahua államban fog mexikói földre lépni, ezért családja, Estrada és González Garza társaságában El Pasóba vonultak, ahol a határ másik oldalán Orozco és Villa csapatai készen álltak fogadásukra. A határt 1911. február 13-án lépte át.

### Forradalmi harcok
Előző novemberhez hasonlóan a várt több száz ember helyett most is csak néhányan várták, de a hír, hogy Madero mexikói földre lépett, mégis jócskán megnövelte a forradalmárok morálját. Madero és addigra összegyűjtött 800 főnyi serege március 6-án vívták első csatájukat Casas Grandesnél, ám 58 embert vesztve vereséget szenvedtek, sőt, maga Madero is megsebesült a jobb karján. A Pancho Villa vezette harcok folytatódtak, de a csaták többnyire a felkelők vereségével zárultak. Madero Bustillosban rendezte be főhadiszállását, március 25-én itt találkozott először személyesen Villával.
A forradalmárok májusban végül elfoglalták Ciudad Juárezt, ami arra kényszerítette Díaz elnököt, hogy tárgyalásokba bocsátkozzon a felkelőkkel, ez pedig az elnök lemondásával végződött.

## Elnöksége

### Megválasztása és beiktatása
Díaz lemondása után Francisco León de la Barra vette át ideiglenesen az ország irányítását, aki a Ciudad Juárez-i egyezmény értelmében kiírta az új választásokat: az első fordulóra október elsején, a másodikra 15-én került sor. Madero június elején Mexikóvárosba érkezett, és hozzálátott régi pártjának megreformálásába. Július 9-én közzétett egy kiáltványt, amelyben bejelentette, a régi Partido Antireeleccionista új neve Partido Constitucional Progresista, azaz „Alkotmányos Haladáspárt” lesz, mert már nem az elnök újraválasztása ellen kell küzdeni, hanem a San Luis-tervben megfogalmazott célokért.
Francisco Vázquez Gómez, aki az 1909-es választáson alelnökjelölt volt Madero mellett, de az elbukott választás utáni fegyveres harcot már nem támogatta, most is szembefordult Maderóval, aki ezúttal Yucatán állam frissen kinevezett kormányzójának, José María Pino Suáreznek az alelnökjelöltté választását szerette volna elérni. A párt jelölőgyűlései augusztus 27-én a mexikóvárosi Hidalgo Színházban kezdődtek el, majd 30-án közfelkiáltással Maderót választották meg a párt hivatalos elnökjelöltjévé. Az alelnökségért azonban Vázquez Gómez és Pino Suárez hívei között igen heves, napokig tartó viták kezdődtek, de végül szeptember 2-án, 876 szavazatot kapva Pino Suárezt választották alelnökjelöltnek.
Az országos választáson Madero egyetlen esélyes kihívója Díaz egykori erős embere, Bernardo Reyes volt. A frissen alakult katolikus párt, a Partido Católico szintén Maderót támogatta, az alelnökségért folyó küzdelemben viszont De la Barrát támogatták.
Szeptember 4-én Madero kampánykörútra indult, először Veracruzba, majd a Yucatán-félszigetre érkezett meg. Ellentétben korábbi kampányával, amikor viszonylag ismeretlen politikus volt, most mindenhol lelkesedéssel fogadták, mint győztes forradalmárt. Eközben azonban Mexikóvárosban, Guadalajarában és Monterreyben összecsapások törtek ki a Maderót és a Reyest támogató tüntetők között, végül Reyes bejelentette: visszalép a jelöltségtől. Madero 26-án tért vissza körútjáról a fővárosba, szimpatizánsai itt is összegyűlve ünnepelték.
A választás első fordulójában azok a férfiak vehettek részt, akik vagy házasok és legalább 18 évesek, vagy egyedülállók és legalább 21 évesek voltak, valamint tisztességes életvitelt folytattak, rendelkeztek vagyonnal és tudak írni-olvasni. 500 szavazónként egy-egy elektort választottak meg, akik (mintegy 27 000-en) majd a két héttel későbbi második fordulóban megválasztották az elnököt és az alelnököt. Madero a Dinamarca utca 20-ban szavazott, Antonio Prieto és Luis Meza Gutiérrez elektorokat támogatta. Az elektorok végül 15-én 99,26%-os többséggel Maderót választották elnökké, Pino Suárezt pedig alelnökké, de ő csak 52,79%-ot kapott.
A megnyert választás után Madero szülőföldjén, Coahuila államban tett utazásokat: a lakosság most is mindenhol kitörő örömmel fogadta. November 2-án tért vissza a fővárosba több északi harcostársának, például Pascual Orozcónak a kíséretében. A Buenavista vasútállomáson is tömeg várta, a következő napokban pedig számos küldöttség érkezett hozzá gratulálni. November 5-én jelentek meg városszerte a hirdetmények, amelyek bejelentették az új elnök nevét, másnap pedig sor került a beiktatásra is. Madero reggel 10 óra után indult el otthonról a képviselőházba, a menetet lovas csendőrök vezették, akiket a forradalom neves vezérei (köztük például Raúl Madero, Pascual Orozco és Roque González Garza) követtek, a sort pedig 50 guerrerói forradalmár katona zárta. Megérkezése után a képviselők küldöttsége az emelvényre vezette, ahol esküt tett, majd tömegek kíséretében a Nemzeti Palota épületébe vonult. Itt a nagykövetek termében De la Barra megtartotta búcsúbeszédét, Madero pedig saját beiktatási beszédét, amelyben megköszönte a választók bizalmát és De la Barra hozzájárulását az átmenethez, valamint megígérte, tartani fogja magát azokhoz az elvekhez, amikért eddig is harcolt. Ezután a zöld teremben (Salón Verde) fogadta a különböző küldöttségek gratulációit, majd az erkélyről a lent összegyűlt tömeghez is intézett egy rövid beszédet. A beszéd után távozott a palotából és a következő napoktól kezdve munkához látott.

### Repülése

Madero a repülőgép fedélzetén

Néhány héttel később érdekes esemény történt Maderóval: ő lett a világ első államfője, aki repülőgépen utazhatott.
A Moisant International Aviators nevű USA-beli társaság már 1911 januárjában belekezdett egy mexikói körútba: Mexikóvárosban, Guadalajarában és Monterreyben légibemutatókat tartottak egy- és kétfedeles repülőgépekkel, amelyek 50 méter magasságig is felemelkedtek mintegy 10 perces útjuk során. Bár a bemutatók felkeltették Díaz elnök érdeklődését is, a kormány bukásakor a társaság kivonult Mexikóból. Amikor azonban helyreállt a rend, visszatértek és folytatták a bemutatókat, nem utolsósorban azzal a szándékkal, hogy vevőket keressenek az Egyesült Államokban gyártott repülőgépek számára. November 30-án a Mexikóváros melletti Balbuena-síkon került sor ilyen eseményre. A délután fél négykor kezdődő bemutatón tolongtak az érdeklődők, akik minden mutatványt hangos tetszésnyilvánítással kísértek. Egy óra elteltével megjelent a helyszínen Madero elnök is néhány katonatiszt és családtag, köztük felesége és apja társaságában. A pilótákat odakísérték az elnökhöz, aki szívélyesen üdvözölte őket, és kifejezte csodálatát társaságuk iránt. George Dyott válaszul meghívta Maderót, hogy üljön fel vele egy gépre és szálljanak fel. Az elnök beleegyezett, így azonnal megkezdődtek az előkészületek. Felvette Charles Hamilton pilóta speciális ruháját és Dyott egy sapkáját, majd elhelyezkedett a Deperdussin típusú egyfedelű gépben, ami hamarosan a levegőbe emelkedett. Körülbelül 60 méter magasságot értek el a környező rétek fölött szállva, majd négy perc után landoltak. A közönség boldogan tapsolt, többen gratuláltak a pilótának és utasának. Dyott még kétszer felszállt, utána Madero magához hívatta és elismerését fejezte ki irányába, Matilde Moinsant és Harriet Quimby pilótanőknek pedig virágcsokorral kedveskedett.

### Politikája és bukása
A Madero-kormánynak teljesen át kellett alakítania, demokratizálnia a politikai rendszert. Céljaik között szerepelt, hogy a helyi irányító testületeket helyi szavazásokon lehessen megválasztani, a sajtószabadság megteremtése, a városi munkások szerveződéseinek engedélyezése, valamint a mezőgazdaság kis- és középbirtokokra alapozott megerősítése. Engedélyezték a szabad parlamenti vitát is, annak ellenére, hogy ez nem kedvezett az államfőnek, hiszen a kongresszus tagjai még az előző rendszerből maradtak ott.
Amúgy is instabil kormánya (amelyben szép számmal akadtak olyanok is, akik korábban nem is támogatták a forradalmat) nem tudta rendezni a főként Emiliano Zapata által napirenden tartott földkérdést, az ígért földosztás elmaradt, ezért Zapata fellázadt Madero ellen és 1911. november 28-án kiadta az Ayala-tervet. Emellett számos korábbi forradalmár, aki úgy érezte, nem ismerték el eléggé érdemeit, szintén szembefordult Maderóval, többek között Orozco is 1912 márciusában az Empacadora-terv kiadásával. Ezt a lázadását néhány hónap alatt leverték.
A Madero-kormány két tűz közé került azzal, hogy nem csak a korábbi forradalmárok csoportjai, hanem másik oldalról a régi rendszer hívei is felléptek ellene. Először Félix Díaz robbantott ki újabb felkelést Veracruzban, ami szintén kudarcot vallott, majd ugyanerre a sorsra jutott Bernardo Reyes szervezkedése is. Madero azonban a vezéreket nem végeztette ki, csak börtönbe záratta. A kormány külföldi érdekeknek nem megfelelő politikája (1912 nyarán elfogadott például egy olyan rendeletet is, ami 3 centavós adót vetett ki a jórészt észak-amerikai cégek által kitermelt nyersolaj hordójára) szembeállította vele az USA-t is, ezért nagykövetük, Henry Lane Wilson Madero egyik legfőbb ellenfelévé alakult át, még a kormányellenes lázadókat is támogatta.

### Elfogása és lemondása
1913. február 9-én Manuel Mondragón, Gregorio Ruiz és Cecilio Ocón vezetésével az addig a harcoktól megkímélt Mexikóvárosban is lázadás tört ki. Hajnali 2-kor tlalpani Escuela Militar de Aspirantes katonai iskola diákjai tisztjeik parancsára vonatokra szálltak és megközelítették a belvárost. A Zócalo térhez érve megszállták a környék legmagasabb épületeit, többek között a székesegyház tornyait is. Eközben Mondragón és két társa katonák egy másik csoportjával kiszabadította börtöneikből Bernardo Reyest és Félix Díazt, majd a Nemzeti Palotához (Palacio Nacional) indultak. A kormányhű Lauro Villar tábornok csapatai azonban addigra megszállták a palotát, a tér háztetőit pedig nagyrészt megtisztították az Aspirantes csapataitól. Amikor Reyes megérkezett a palota bejáratához, hogy tárgyalásokat kezdjen Villarral, lövöldözés kezdődött, az első lövések egyike megölte Reyest is, de sok halott volt mindkét oldalon, valamint a kíváncsiskodó civilek között is. Eközben Mondragón és Díaz az eseményeket látva visszafordult, és a Ciudadela felé vette az irányt. Az épületet védő Villarreal tábornokot megadásra kényszerítették, és új főhadiszállásukat itt rendezték be.
A palotai harcokban Villar is megsérült, ezért le kellett váltani a védelmi erők éléről, az új parancsnok többek gyanakvása ellenére Victoriano Huerta lett.

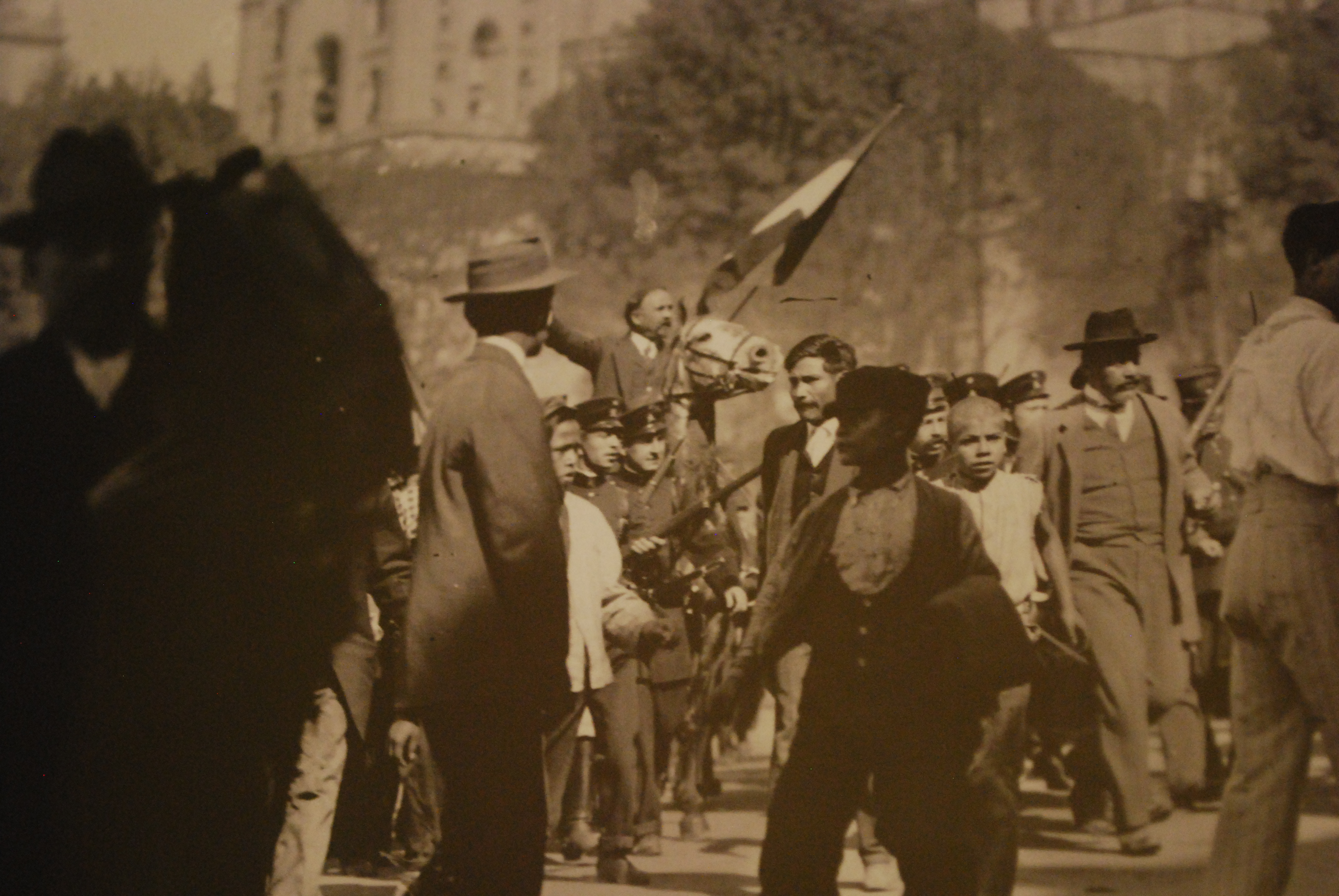
Francisco I. Madero a Hűség Menetén

Eközben Madero elnök a több mint 3 km távolságban elhelyezkedő Chapultepecben tartózkodott, itt kapta meg a híreket a felkelésről. Magához rendelte Víctor Hernández Covarrubiast, a Colegio Militar katonai iskola igazgatóhelyettesét, és közreműködését kérte abban, hogy egy katonai díszmenetben átvonulhassanak a Nemzeti Palotába, szavai szerint azért, hogy megmutassák az országnak, hogy legyőzték a felkelőket. Ezt a menetet nevezték Marcha de la Lealtadnak, azaz A Hűség Menetének.
Madero egy lovon ülve, a menet belsejében indult a Paseo de la Reforma sugárúton kelet-északkeleti irányba. Amikor a Los Leones nevű épülethez értek, a Mutua nevű, az 5 de mayo utcán álló épületből lövéseket adtak le az elnök irányába, ám nem találták el. Madero leszállt a lóról, és a Daguerre épületébe húzódott be, majd katonái megtisztították a Mutua épületét a lázadóktól. Miután a Zócalo környéke is teljesen a kormányerőké lett, az elnök és a menet továbbindult, és hamarosan megérkeztek a Nemzeti Palotába. A korábban elfogott Gregorio Ruizt a Jardin de la Emperatriz nevű kertbe kísérték és agyonlőtték.

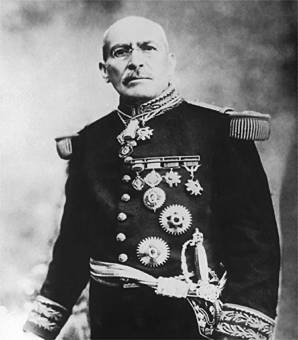
Victoriano Huerta

A következő napokban folytatódtak az utcai harcok, Madero magához hívatta a Cuernavacában tartózkodó Felipe Ángelest és a hozzá hű erőket is. A végig a Madero-kormány ellen tevékenykedő amerikai nagykövet, Henry Lane Wilson február 10-én azt sürgette, hogy az USA hadihajói közelítsék meg a mexikói partokat, 15-én pedig felszólította az elnököt és az alelnököt, hogy mondjanak le. Ők ezt nem tették meg.
Ezalatt az elnök védelmét biztosítő erők vezetésével megbízott Victoriano Huerta folyamatosan közeledett a lázadókhoz, többször is titokban találkozott és tárgyalt Félix Díazszal, végső megegyezésükre február 16-án került sor. Másnap Madero öccse, Gustavo és Jesús Urueta azonban rajtaütött Huertán, elfogták, lefegyverezték, és az elnök elé kísérték, akinél azzal vádolták, hogy összeesküvést sző ellene. Huerta tagadta a vádakat, és időt kért, hogy bizonyíthasson: azt ígérte, 24 órán belül leszámol a felkelőkkel. Madero elnök hitt neki, és szabadon engedte.
Február 18-án azonban Huerta közreműködésével a Palacio Nacional épületében Aureliano Blanquet letartóztatta Maderót, ezzel egy időben pedig fogságba került Pino Suárez alelnök és a kormány szinte összes tagja, valamint Felipe Ángeles tábornok is. Ugyancsak elfogták Gustavo Maderót is, akit a Ciudadelába szállítottak, ahol a részegen tomboló katonák véresre verték, kiszúrták szemét, végül agyonlőtték.
A Madero-kormány tagjait még aznap este elengedték, csak az elnököt és az alelnököt nem: tőlük lemondásukat követelték. Szintén 18-án este Félix Díaz és Huerta az USA nagykövetségén találkozott egymással és Wilson nagykövet jelenlétében megegyeztek abban, hogy nem ismerik el a Madero-kormányt, és ideiglenes államfőnek Huertát nevezik majd ki. Ez volt az úgynevezett Pacto de la Embajada (Nagykövetségi Paktum). Összeült az országban tartózkodó diplomaták testülete is, itt három ország, Chile, Kuba és Spanyolország nagykövete, Anselmo Hevia Riquelme, Manuel Márquez Sterling és Bernardo Cólogan szólalt fel a foglyok sértetlenségének érdekében.
19-én reggel először Juvencio Robles tábornok, később Pedro Lascuráin Paredes eddigi külügyminisztériumi titkár találkozott a foglyokkal, hogy megpróbálja őket rábeszélni, nyújtsák be lemondásukat. Míg előbbi inkább fenyegetőzött, utóbbival Madero tárgyalásokba bocsátkozott. Megegyeztek, hogy lemondanak, cserébe viszont több feltételt szabtak. Kérték, hogy az egyes államok kormányzóit ne mozdítsák el tisztségükből, az államok alkotmányos rendjét tartsák tiszteletben, barátaikat ne zaklassák politikai okokból, őket magukat pedig Gustavo Maderóval együtt azonnal tegyük különvonatra, amellyel teljes biztonságban Veracruz kikötőjébe utazhatnak, ahol hajóra szállva külföldre távozhatnak. Azt kérték, lemondási dokumentumukat Japán és Chile nagykövete továbbítsa Huertához, akitől cserébe írásos garanciát kapnak arra, hogy teljesíti kéréseiket. Paredes ezután elment megtárgyalni a hallottakat, majd délben, amikor az elnök éppen ebédelt, visszatért a cellába és bejelentette: elfogadják az ajánlatot, Kuba hajlandó befogadni a lemondott elnököt. Madero evés közben írta meg lemondási nyilatkozatának vázlatát. Aznap délutántól nem volt már többé Mexikó elnöke.

## Halála

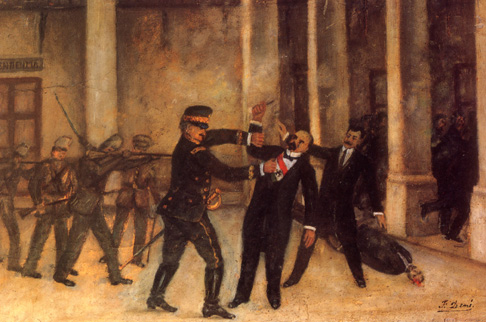
Festmény Madero meggyilkolásáról (F. Dené, 1913.)

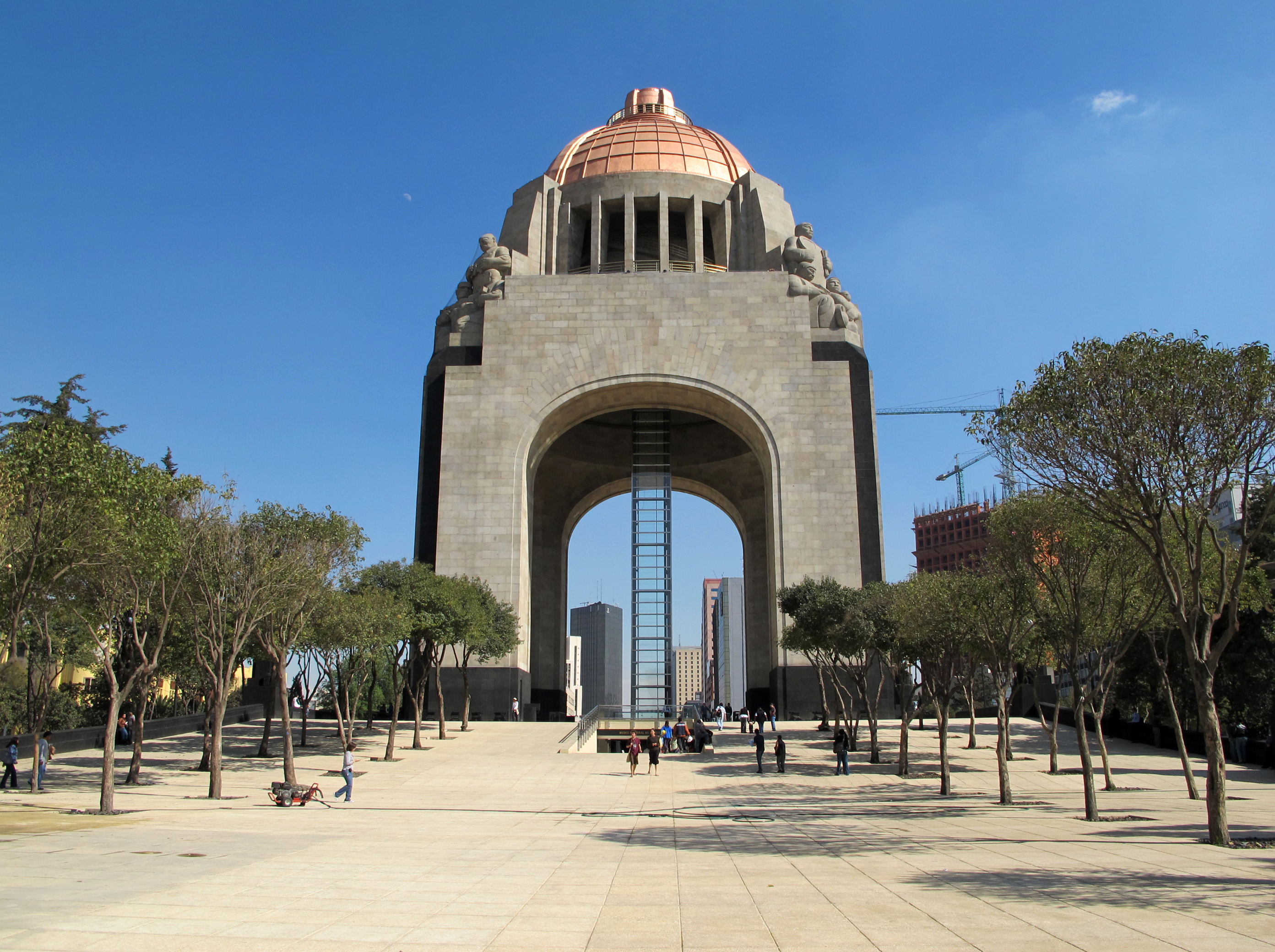
A mexikóvárosi forradalmi emlékmű, ahol ma Madero teste nyugszik

19-én délután, amikor érvénybe lépett a lemondás, a törvény szerint Lascuráin lett az új elnök, aki azonban mindössze annyit csinált, hogy Huertát kinevezte belügyminiszterré, ezzel jogi feltételt teremtve ahhoz, hogy Huerta lehessen a következő elnök, majd 45 percnyi hivatalban töltött idő után lemondott. A foglyok ezalatt, sőt, a következő három napban is hiába várták, hogy a megegyezésnek megfelelően vonatra tegyék őket. Feleségeik minden lehetőséget megpróbáltak megragadni kiszabadításukra, felkeresték Huertát is, sőt, Wilson nagyköveten keresztül magának William Howard Taft amerikai elnöknek is küldtek egy üzenetet, amiben közbenjárását kérték, ám próbálkozásaik nem jártak eredménnyel. Ugyancsak fáradhatatlanul kísérletezett a chilei nagykövet, Hevia is, aki a diplomaták újabb gyűlésén részletesen ismertette az eseményeket, és még az amerikai nagykövetség egy 22-i fogadásán is követelte a foglyok útnak indítását.
A várakozás napjai alatt értesült Madero arról, hogy öccsét, Gustavót megölték, ráadásul már az előtt, hogy megígérték, őt is Veracruzba szállítják. Bár Pino Suárez még ezek után is bízott abban, hogy hamarosan elnyerhetik szabadságukat, Madero és Ángeles a legrosszabbra számított. Fogvatartóik először azt mondták nekik, Veracruzban nem lennének biztonságban, ezért késik az indulás, majd azt, hogy inkább Tampico kikötőjébe viszik őket, február 22-én este 11-kor pedig azt közölték velük, hogy amíg el nem érkezik az indulás időpontja, addig átviszik őket a Lecumberri-palota börtönébe, ahol jobb körülmények között várakozhatnak. A három fogoly közül azonban csak Maderót és Suárezt ültették be egy-egy autóba, Ángelest nem. Amikor megérkeztek a Lecumberrihez, és Madero kiszállt a járműből, Francisco Cárdenas, a vidéki erők őrnagya váratlanul nyakon lőtte és megölte őt. Néhány méterre tőle lelőtték Pino Suárezt is.
A másnapi újságok nem így írták le a történteket. Azt állították, útközben szimpatizánsaik egy csoportja megpróbálta kiszabadítani őket, és a kitört összecsapás során vesztette életét az egykori elnök és az alelnök.
A holttesteket a gyilkosok eleinte nem akarták átadni az özvegyeknek, csak Hevia közbenjárására voltak hajlandók erre. Ő volt az is, aki Madero családjának azt javasolta, azonnal hagyják el az országot. Először az apa és fiai, másnap a család nőtagjai érkeztek meg Veracruzba, ahonnan Kubába hajóztak.

## Emlékezete
Mint a legtöbb forradalmárt, hivatalosan Maderót is nemzeti hősként ünneplik Mexikóban. Már 1925-ben törvényben nyilvánították a Haza Érdemesének (Benemérito de la Partia), nevét arany betűkkel írák fel a kongresszus üléstermének falára. Országszerte számos települést neveztek el róla, köztük a ma közel 200 000 lakosú tamaulipasi kikötővárost, Ciudad Maderót is. Több szobrot is emeltek tiszteletére, köztük egy monumentális lovasszobrot is a mexikóvárosi Alameda Centralon.
Teste sokáig a mexikóvárosi Panteón Francés de La Piedad nevű temetőben nyugodott, de 1960-ban, a forradalom kitörésének 50. évfordulója alkalmából tartott ünnepségek során exhumálták, és újratemették a szintén fővárosi forradalmi emlékmű kriptájába.